# Гийен, Симон
Симон Гийен (фр. Simon Guillain; июнь 1589, Париж, Королевство Франция — 26 декабря 1658, там же) — французский скульптор, один из первых двенадцати академиков — «старейшин» (с 1648) Королевской Академии живописи и скульптуры. 

## Биография
Симон Гийен родился в Париже, и обучался ремеслу скульптора под руководством своего отца, Николя Гийена, уроженца города Камбре, известного, как Никола де Камбре, который, видимо, не входил в число скульпторов первой величины. Тем не менее, он сумел выучить, помимо своего сына, и другого выдающегося скульптора, Жака Саразена.
Своё архитектурное образование Симон Гийен продолжил в Италии, в Риме, где был впечатлён творениями скульптора Алессандро Альгарди. Вернувшись во Францию в 1612 году, он постарался в своей работе сочетать принятый в Италии стиль барокко с тогдашней французской версией классицизма.
Создавая надгробия для представителей аристократии, Гийен постепенно заработал себе славу выдающегося скульптора. В 1638 году он работал в замке Блуа, принадлежавшем брату короля, Гастону Орлеанскому. Гийен также украсил своими скульптурами многие королевские дворцы и церковные здания.
Когда по указу Людовика XIV была создана Королевская академия живописи и скульптуры, Симон Гийен со временем стал её членом, хотя, в отличие от Жака Саразена, в число первых двенадцати членов не входил.
Учениками Симона Гийена были скульпторы Жиль Герен (1611–1678) и Мишель Ангье (1612–1686).

## Творчество
Среди работ Симона Гийена выделяется высокохудожественное надгробие Шарлотты де ла Тремуйль, женщины с неоднозначной репутацией из знаменитой аристократической семьи, дочери военачальника Луи де ла Тремуйля, сестры влиятельного гугенота Клода де ла Тремуйля и супруги Принца Генриха I де Бурбон-Конде, кузена и временного (до рождения у короля сына) наследника короля Франции Генриха IV, которая пережила своего мужа более, чем на 30 лет.
При заказе скульптуры, сын Шарлотты Тремуй, Генрих II де Бурбон-Конде, прямо оговорил в тексте заказа, что скульптор получит живописный портрет, который поможет ему в работе. Такая подробность для документов того времени является редкой. В результате получился впечатляющий портрет коленопреклонённой, богато одетой женщины, в мантии, отороченной горностаем, указывающей на принадлежность к королевскому дому. Скульптура, находившаяся первоначально в одном из монастырей, позднее была перемещена в экспозицию Лувра.
Однако, бесспорно, самой знаменитой работой Симона Гийена стал Памятник у Моста Менял — один из первых публичных памятников Франции. Установленный в 1645 году перед входом на Мост Менял в Париже, памятник состоял из трёх скульптур: короля Людовика XIII, его супруги Анны Австрийской и правящего короля Людовика XIV. Все три скульптуры были установлены на торце дома, который был украшен соответствующим образом, на уровне второго этажа, над парадным входом.
Такое редкое в те годы явление, как памятник, привлекало внимание публики и было изображено на целом ряде рисунков и гравюр. Памятник у Моста Менял простоял до Французской революции, после чего был демонтирован, как направленный на прославление старого режима. Однако три скульптуры, составлявшие основную часть памятника, не были уничтожены, и попали сперва в музей французских монументов, учреждённый специально для сохранения сносимого, а затем, в 1818 году, в Лувр.

## Галерея

Некоторые работы
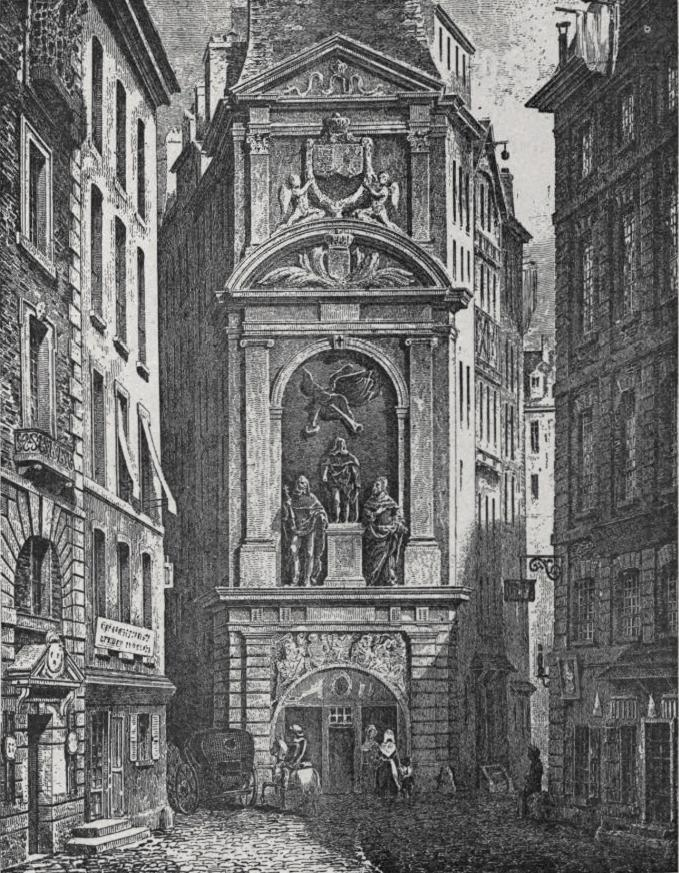
Памятник у Моста Менял за несколько лет до уничтожения.
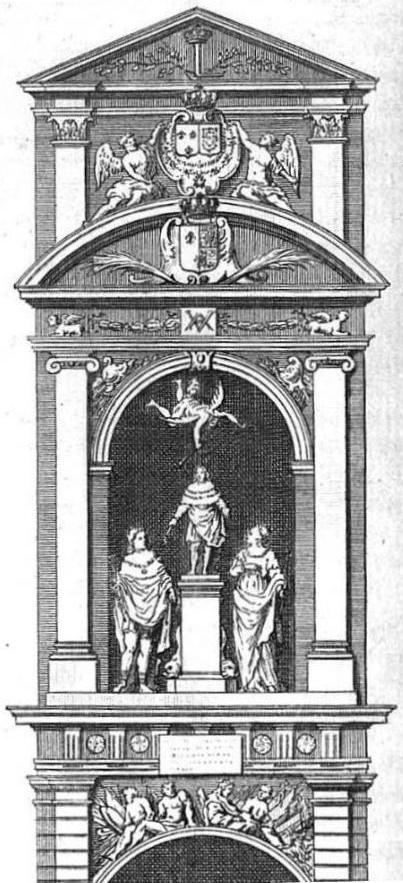
Рисунок с изображением памятника.
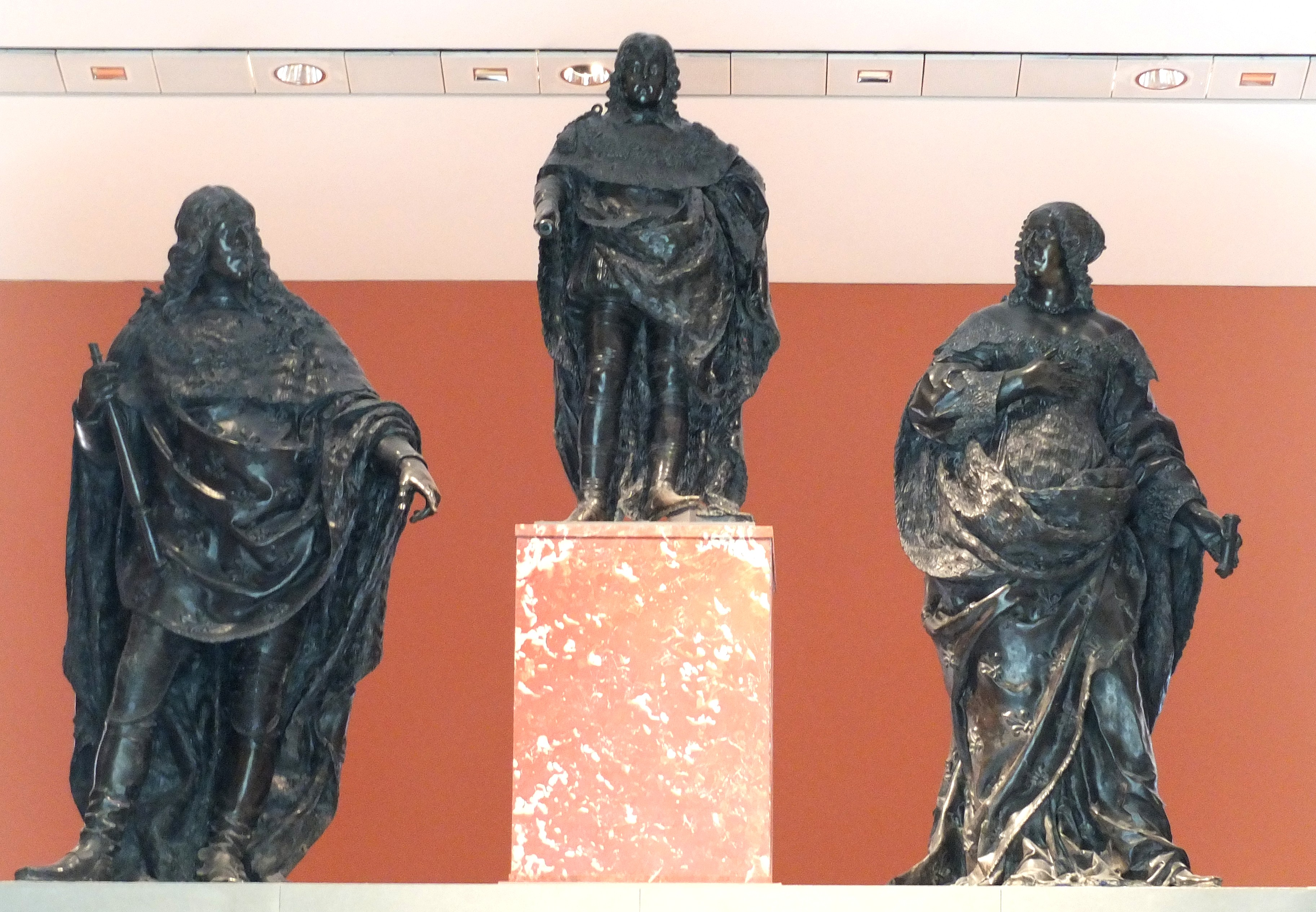
Скульптуры памятника в Лувре.
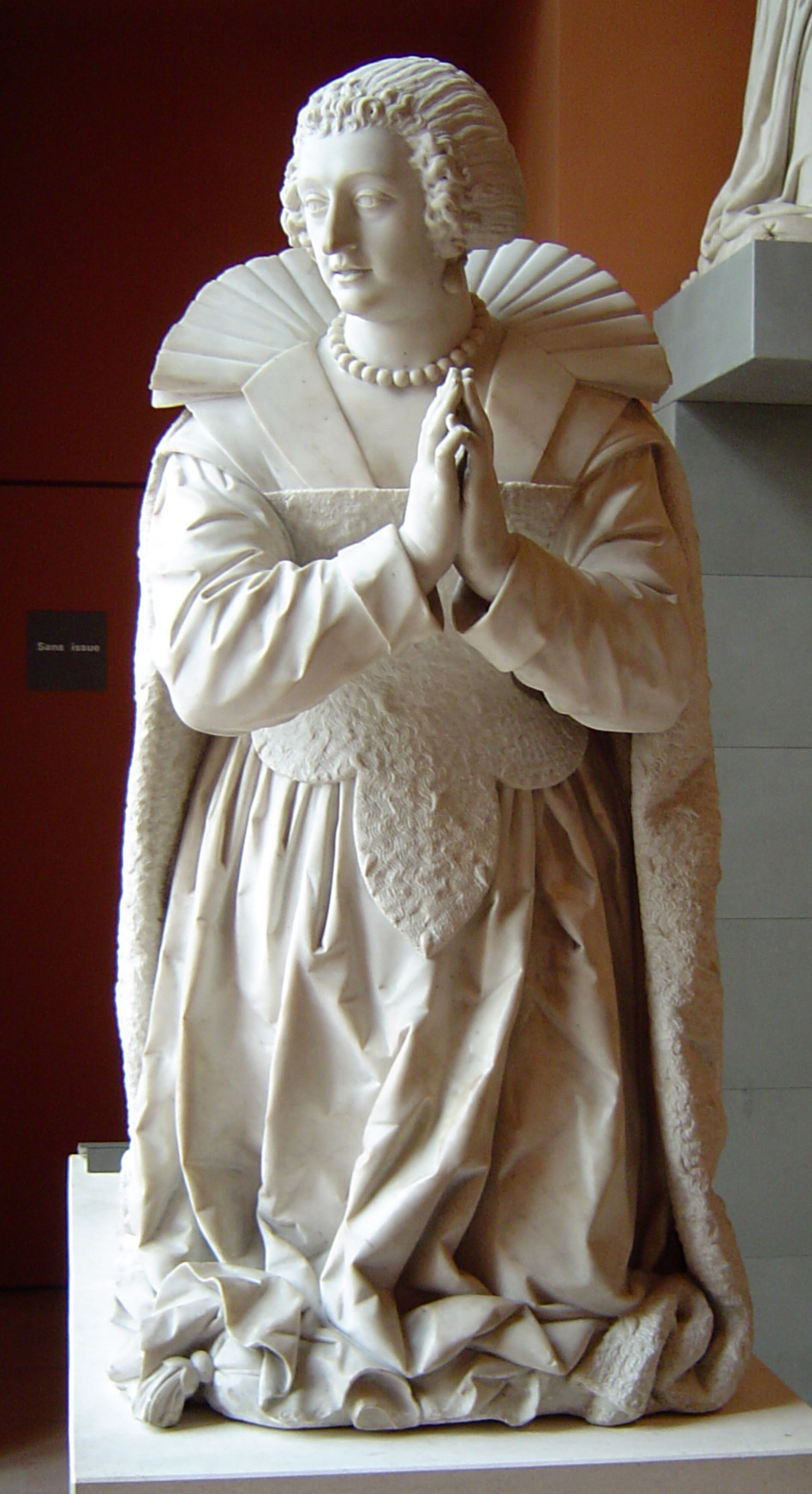
Надгробие Шарлотты де ла Тремуйль. Лувр.